# Шперк, Густав Фёдорович
Густав Фёдорович (Фридрихович) Шперк — магистр ботаники Харьковского университета, член Общества испытателей природы при том же университете.
Брат Франца и Эдуарда Шперка.

## Биография
Род. в 1846 г. Первоначальное образование получил в частном пансионе Цабеля в Харькове, а потом поступил в Харьковский университет, в котором окончил курс в 1867 г. Последние два года своего пребывания в университете Шперк деятельно работал над темой, объявленной Харьковским университетом на премию: «О гимноспермии растений». Это сочинение, удостоенное золотой медали, было напечатано в изданиях Академии Наук на русском и немецком языках, как работа, которая, по выражению известного ученого Ф. И. Рупрехта, разрешала долговременный спорный вопрос в этой области.
Непосредственно после окончания курса Шперк был назначен консерватором ботанического кабинета при Харьковском университете.
В следующее лето 1868 г. он отправился в Крым и на Кавказ с специальной целью изучения черноморских водорослей и собирания растений той флоры для ботанического кабинета, причем главным пунктом своих исследований избрал Сухум-Кале. В начале 1869 г., выдержав магистерский экзамен, Шперк представил сочинение на степень магистра ботаники, которое и было напечатано в приложениях к протоколам советских заседаний Харьковского университета за этот год под заглавием: «Очерки альгологической флоры Чёрного моря». В мае 1869 г, Шперк был избран доцентом по ботанике.
В этом же году появился в «Трудах общества испытателей природы при Харьковском университете» его «Отчет об экскурсиях, совершенных осенью 1869 г. в Змиевском и Изюмском уездах» (т. I, 1869). В тех же «Трудах» (т. II, 1870) помещено другое его сочинение: «О различных приспособлениях, наблюдаемых при опылении цветов вообще, в особенности же о дихогамии, в связи с организацией цветов». В этой работе приведены результаты его исследований над более чем 90 видами растений.
Кроме выше названных работ, Шперк долгое время занимался изучением лишайников Харьковской губернии; работа эта однако не была им окончена за преждевременной смертью.
Наконец, им же было переведено руководство Наве для собирания споровых растений, на издание которого он получил пособие от «Общества испытателей природы при Харьковском университете». В мае 1870 г. он отправился за границу с ученой целью. Сначала он поселился в Гейдельберге, имея главным образом в виду специальное изучение физиологии, затем переехал в Мюнхен, где заболел тифом и умер 27 августа 1870 г., на 25 году жизни. "Воспоминания о Густаве Федоровиче Шперке Адольфа Питра («Труды общ. испыт. природы при Имп. Харьк. унив.» 1871 г., т. III). «Указатель статей, помещ. в I—XX тт.» тех же «Трудов». 1887 г. П. Гуревич.